# Trigonia subcymosa
Trigonia subcymosa är en tvåhjärtbladig växtart som beskrevs av George Bentham. Trigonia subcymosa ingår i släktet Trigonia och familjen Trigoniaceae. Inga underarter finns listade i Catalogue of Life.